# Hello health group
Hello Health Group是一家以數位健康為核心的公司，創立於越南，註冊總部則設在新加坡，專注於以當地語言建立經醫學專業人士審查的健康和保健訊息與服務，主要的市場面對東南亞地區。

## 歷史
Hello Health集團由James Miles-Lambert於2015年創立。同年，該集團在越南推出了其第一個平台Hello Bacsi。
在2016年，Hello Health Group獲得了150萬美元的融資，該輪融資由CMG.Asia啟動，天使投資人參與，其中包括泰國的Charles Toomey，大昌華嘉的前全球醫療保健主管 。
同年，Hello Health Group在印度尼西亞推出了Hello Sehat，在馬來西亞推出了Hello Doktor。
2017年，Hello Sayarwon在緬甸推出，作為當地語言最完整的醫療入口網站 。
2018年，該集團在泰國推出了Hello Khunmor。
2019年，該集團進入了3個市場，包括柬埔寨的Hello Krupet、台灣的Hello Yishi和印度的Hello Swasthya，在東南亞內部和外部建立了自己的影響力。
同年，該集團從榮格集團收購了越南育兒內容網站Marry Baby。
2020年，該公司在菲律賓推出了Hello Doctor。

## 服務項目
Hello Health Group與當地和國際醫療專業人士合作，透過當地語言提供經醫學審查的內容和小工具，以幫助讀者更加方便理解醫療相關資訊。
2022年，該集團在越南、印度尼西亞和菲律賓推出了一個線上醫生預訂和遠端醫療平台。

## 獎項與認證
2019年，Hello Health Group贏得了Galen Growth亞洲最具創新力的健康科技創業公司獎，並獲得了谷歌提供的10萬美元獎金 。
Hello Bacsi、Hello Sehat和Hello Doktor是東南亞首批獲得HONcode認證的網站

## 外部連結
- Hello Health Group 官方網站 （页面存档备份，存于）
- Hello醫師 （页面存档备份，存于）